# 基地業務群 (第4航空団)
第4航空団基地業務群（だい4こうくうだんきちぎょうむぐん）は、松島基地に所在する第4航空団隷下の部隊である。

## 概要
松島基地における基地業務を任務とする。また「基地防空隊」を擁しており、各種防空火器（91式携帯地対空誘導弾・基地防空用地対空誘導弾）をもって敵航空機の攻撃からの基地防空の任にもあたっている。

## 部隊編成
- 群本部
- 第4基地防空隊
- 飛行場勤務隊
- 施設隊
- 通信隊
- 管理隊
- 業務隊
- 会計隊
- 衛生隊

## 主要幹部
| 官職名                  | 階級    | 氏名     | 補職発令日     | 前職                 |
| ----------------------- | ------- | -------- | -------------- | -------------------- |
| 第4航空団基地業務群司令 | 1等空佐 | 下里康志 | 2022年2月25日0 | 第11飛行教育団副司令 |

| 代 | 氏名       | 在職期間                        | 前職                                                   | 後職                                  |
| -- | ---------- | ------------------------------- | ------------------------------------------------------ | ------------------------------------- |
|    | 石川一夫   | 1960年08月01日 - 1961年07月14日 | 航空自衛隊第1補給処第1補給部長                         | 航空自衛隊第1補給処東京支処長         |
|    | 西進       | 0000年00月00日 - 1964年07月15日 |                                                        | 航空自衛隊第3術科学校第1教育部長      |
|    | 藤林伝吾   | 1964年07月16日 - 1965年07月15日 | 航空自衛隊幹部学校勤務                                 | 航空自衛隊第3術科学校業務部長         |
|    | 下村将     | 0000年00月00日 - 1967年07月16日 |                                                        | 西部航空方面隊司令部監理部長          |
|    | 明知芳隆   | 0000年00月00日 - 1968年07月15日 |                                                        | 航空幕僚監部監理部会計課予算班長      |
|    | 井関秀雄   | 0000年00月00日 - 1970年07月15日 |                                                        | 中部航空方面隊司令部付                |
|    | 深江圭三   | 0000年00月00日 - 1972年07月16日 |                                                        | 航空自衛隊幹部学校付                  |
|    | 坂田清次   | 0000年00月00日 - 1974年02月28日 |                                                        | 航空幕僚監部監理部総務課総務班長      |
|    | 田窪實     | 0000年00月00日 - 1976年03月15日 |                                                        | 北部航空方面隊司令部監理部長          |
|    | 水瀬正男   | 1976年03月16日 - 1977年12月15日 | 航空幕僚監部人事教育部人事課 人事第2班長               | 中部航空方面隊司令部監理部長          |
|    | 紅浦秀夫   | 0000年00月00日 - 1980年07月31日 |                                                        | 航空自衛隊第4術科学校研究部長         |
|    | 西川直也   | 1980年08月01日 - 1981年07月31日 | 第4航空団勤務                                          | 航空幕僚監部監理部会計課勤務          |
|    | 門脇博     | 0000年00月00日 - 1983年07月15日 |                                                        | 航空自衛隊第5術科学校研究部長         |
|    | 酒井寛治   | 1983年07月16日 - 1986年03月16日 | 輸送航空団司令部人事部長                               | 航空自衛隊第1術科学校業務部長         |
|    | 安達惠介   | 1986年03月17日 - 1987年07月31日 | 航空自衛隊第4術科学校業務部長                          | 航空自衛隊術科教育本部監察官          |
|    | 竹内聖雄   | 1987年08月01日 - 1989年07月31日 | 第2輸送航空隊副司令                                    | 航空教育隊生徒隊長                    |
|    | 井上敏和   | 1989年08月01日 - 1992年03月15日 | 航空自衛隊幹部学校付                                   | 自衛隊静岡地方連絡部長                |
|    | 多久和淑夫 | 1992年03月16日 - 1993年12月19日 | 航空幕僚監部監理部総務課総務班長                       | 統合幕僚学校学校教官                  |
|    | 石井隆夫   | 1993年12月20日 - 1995年03月22日 | 航空警務隊本部企画運用科長                             | 西部航空方面隊司令部監察官            |
|    | 松本猛     | 1995年03月23日 - 1997年06月30日 | 航空自衛隊第3術科学校第2教育部長                       | 航空幕僚監部監理部総務課 基地対策室長 |
|    | 金井正明   | 1997年07月01日 - 1999年11月30日 | 航空自衛隊幹部学校勤務 兼 航空幕僚監部防衛部防衛課勤務 | 飛行点検隊司令                        |
|    | 富久田聡   | 1999年12月01日 - 2001年03月31日 | 防衛施設庁施設部施設企画課 施設連絡官                  | 中部航空施設隊司令                    |
|    | 安川和仁   | 2001年04月01日 - 2003年11月30日 | 情報本部勤務                                           | 航空支援集団司令部総務部長            |
|    | 標茂       | 2003年12月01日 - 0000年00月00日 | 航空自衛隊第1補給処業務部長                            |                                       |
|    |            | 0000年00月00日 - 0000年00月00日 |                                                        |                                       |
|    | 門田和也   | 0000年00月00日 - 2008年12月08日 |                                                        | 航空自衛隊幹部学校主任教官            |
|    | 時藤和夫   | 2008年12月09日 - 2011年07月31日 | 航空幕僚監部人事教育部補任課 服務室長                  | 航空幕僚監部防衛部情報通信課長        |
|    | 石村尚久   | 2011年08月01日 - 2013年07月31日 | 第4航空団勤務                                          | 南西航空混成団司令部総務部長          |
|    | 今福博文   | 2013年08月01日 - 2015年07月31日 | 航空幕僚監部技術部技術課技術調整官 兼 計画班長         | 航空幕僚監部技術部技術課 先進技術室長 |
|    | 田崎剛広   | 2015年08月01日 - 2018年02月17日 | 統合幕僚監部防衛計画部計画課 統合防衛戦略室長          | 航空幕僚監部総務部会計課長            |
|    | 角谷茂幸   | 2018年02月18日 -                | 航空幕僚監部人事教育部教育課 計画班長                  |                                       |